# Wappen der Stadt Sandau (Elbe)
Das Wappen von Sandau ist das offizielle Hoheitszeichen der Stadt Sandau (Elbe) in Sachsen-Anhalt.

## Blasonierung
Die Blasonierung lautet wie folgt:

„In Gold eine schwarz gefugte, rote Burg, bestehend aus einer gezinnten Mauer und zwei Türmen mit beknauften Spitzdächern und je einer Fensteröffnung; die Türme verbunden durch ein abgeflachtes Dach mit aufgesetztem beknauften Kegel; darunter ein blau gekleideter heiliger Mauritius mit Brustharnisch und gegürtetem silbernen Schwert, in der Linken einen von Rot und Silber geteilten Schild, in der Rechten eine blaue Lanze mit silbernem, rot bekreuzten Fähnlein haltend.“

## Geschichte
Das Siegel entstand um 1361, als ein Befehl Kaiser Karls IV. die Stadt zwang, dem Erzstift Magdeburg den Huldigungseid zu leisten und dessen Wappen und Schutzpatron, den heiligen Mauritius, in die städtischen Hoheitszeichen aufzunehmen. Ein früheres Siegel aus dem 13. Jahrhundert zeigt eine Burg mit dem märkischen Adler zwischen den Türmen. Mehrfach wechselte dann die Darstellung von Siegel und später Wappen. Trug der heilige Mauritius zuerst den Magdeburger Schild vor der Brust, so stand er bald darauf und lehnte sich stattdessen auf einen zweiten Schild. Ende des vergangenen Jahrhunderts stützte er sich wiederum auf den Magdeburger Schild und hatte denselben sogar nochmals vor die Burg gehängt.
Zu erwähnen ist, das zuerst nur das Siegel geführt und verwendet wurde. Über die Verleihung des Wappens bzw. über einen Wappenbrief ist nichts bekannt.
Dem Wunsch der Stadt entsprechend wurde das bisher geführte Wappen einem Redesign unterzogen, um das Wappenbild einerseits der historisch überlieferten Vorlage weitgehend zu nähern, andererseits die heraldischen Gepflogenheiten in der stilistischen Ausführung von Symbolen zu berücksichtigen. Zu letzterem zählt, dass der Schildgrund mit der Mauer ausgefüllt wurde. Der heilige Mauritius wurde leicht vergrößert und ins Zentrum des Schildes erhoben; dementsprechend wurden die Turm- und Dachspitzen verkleinert.
Eine weitere Veränderung stellt der Durchbruch zwischen den beiden Türmen dar. Ausdrücklich wird in den historischen Beschreibungen ein Dach zwischen zwei Türmen erwähnt, d. h. der Hintergrund, vor dem der Mauritius steht, muss der Tinktur des Schildes entsprechen. Eine solche Grafik und Tingierung entspricht auch der Sinnbildlichkeit der Symbolik: Mauritius steht gerüstet im Stadttor, um den Ort zu beschützen. In den Darstellungen der letzten Jahrzehnte stand er vor rotem Hintergrund – also in einem Gebäude. Das ist falsch.
Verschwunden ist jetzt zudem der zweite Schild vor der Stadtmauer. Der Schutzpatron Mauritius, der für das gesamte Erzbistum Magdeburg, d. h. Erzstift und Dom galt, stützt sich auf seinen von Rot zu Silber geteilten Schild, wie das legitim ist.
In Anlehnung an die bis zu Anfang dieses Jahrhunderts geführten Stadtfarben wurde statt der zu DDR-Zeiten geführten Schildfarbe Silber der Schild wieder in Gold tingiert. Diese Farbe (Tinktur) harmoniert hervorragend mit dem Rot der Burganlage. Mauritius trägt eine blaue Rüstung und eine silberne Glorie.

## Historische Siegel der Stadt Sandau

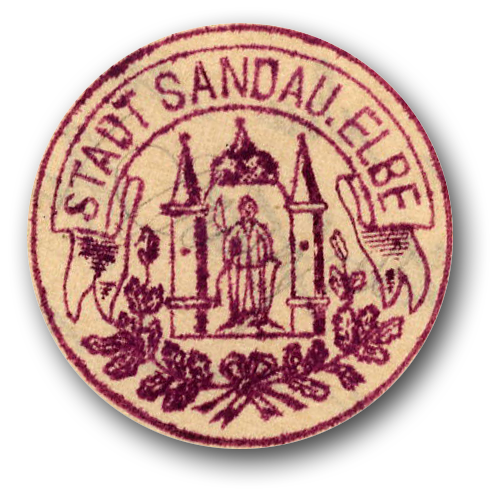
Siegel von 1910
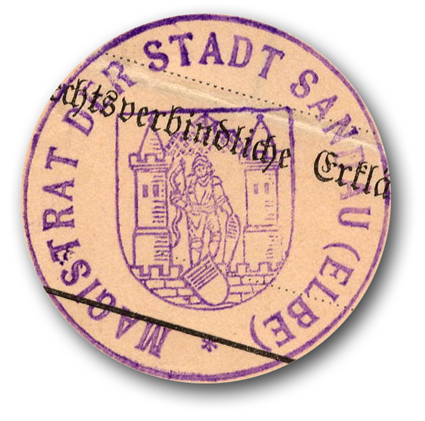
Siegel von 1933
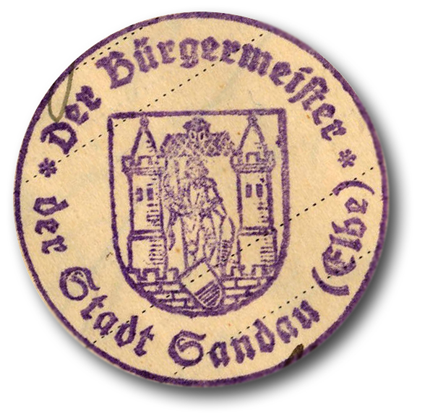
Siegel von 1938
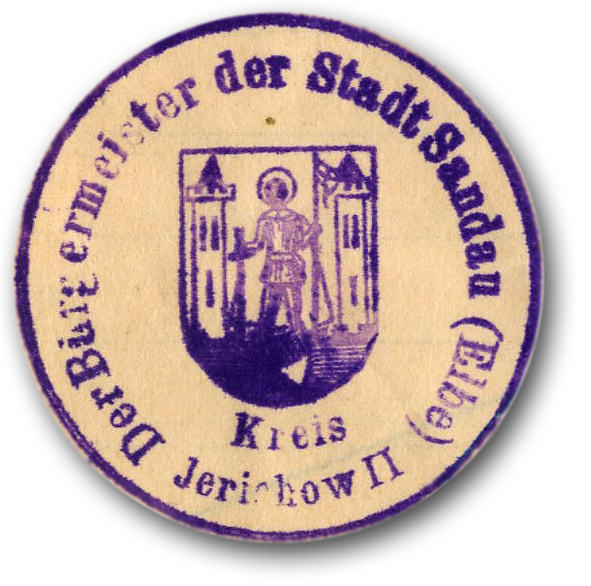
Siegel von 1949